# Los Ángeles (Madrid)

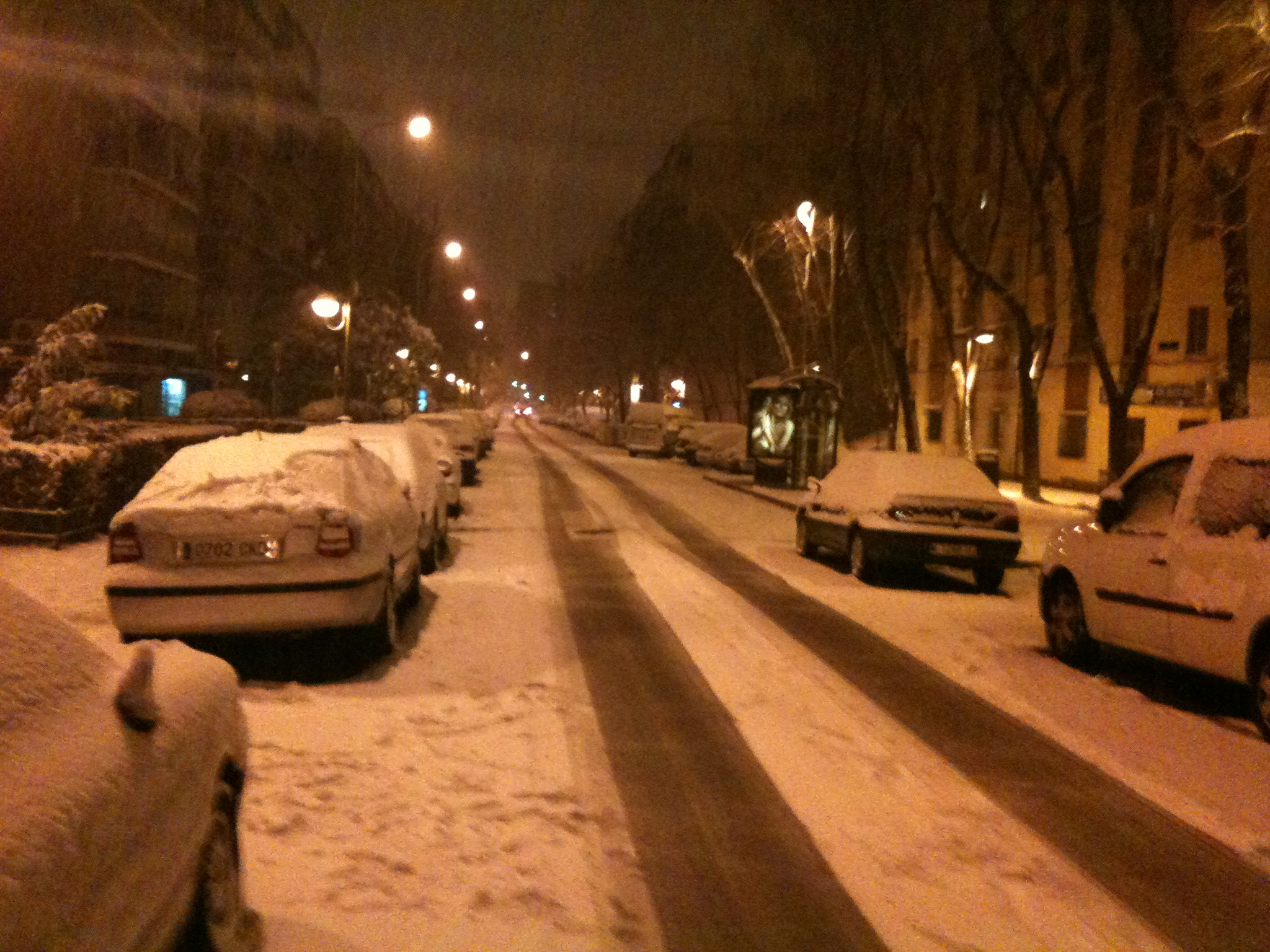
Calle de La del Manojo de Rosas nevada, 10/01/2010

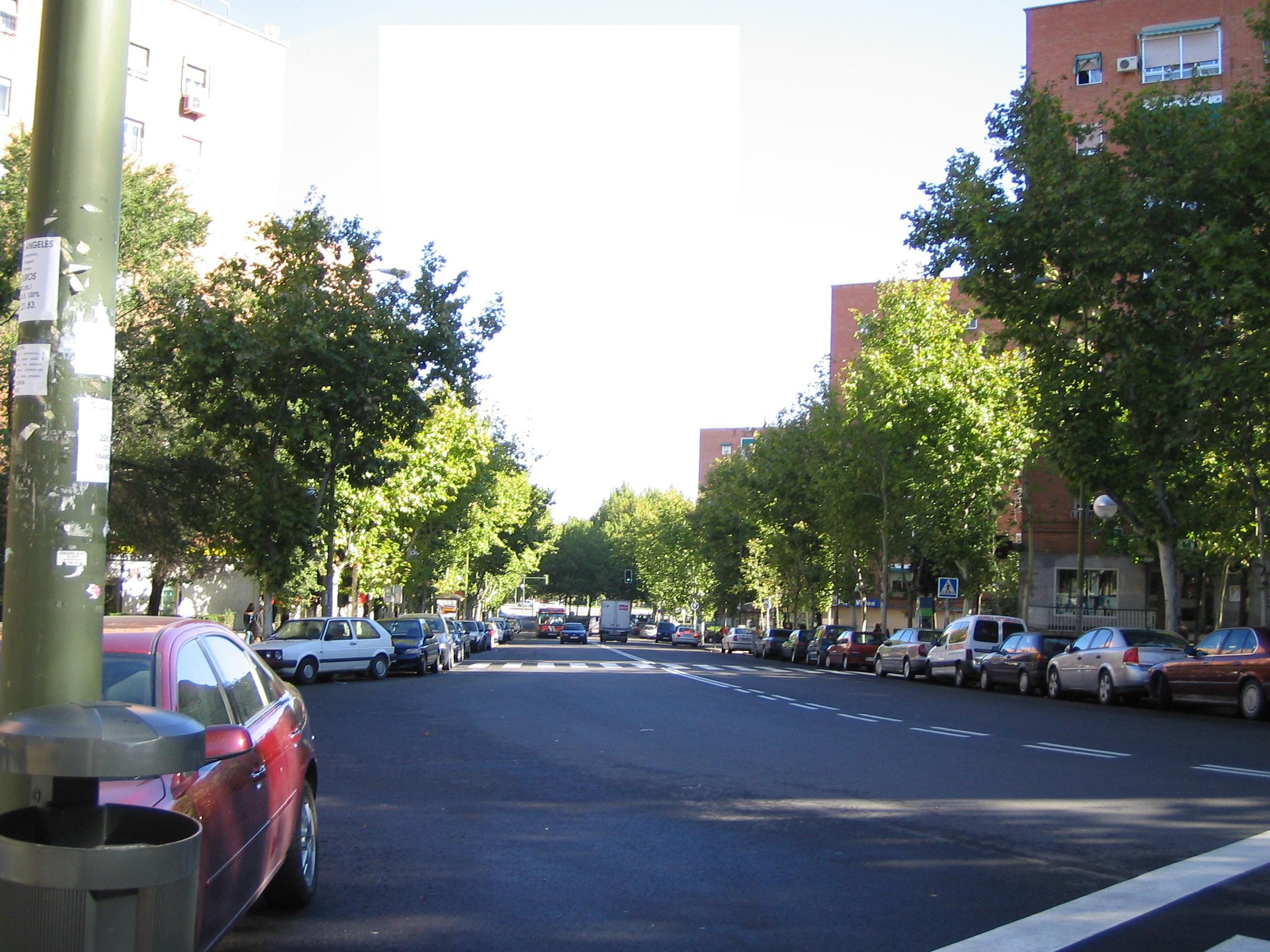
Entrada principal del barrio, la Avenida Verbena de la Paloma.

La Colonia de Los Ángeles (conocido popular y extraoficialmente como Ciudad de los Ángeles, Ciudad Los Ángeles o La City) es un barrio de la ciudad de Madrid, ubicado en el distrito de Villaverde. A principios de 2021 contaba con una población de 32.673 habitantes.

## Historia
El barrio inició su construcción en las décadas de los 50 y los 60 del siglo XX, con viviendas sociales proyectadas por Secundino Zuazo y Manuel Muñoz.
El nombre de "Ciudad de los Angeles" fue elegido mediante un concurso popular celebrado en 1958 y se debe a su cercanía al Cerro de los Ángeles.
Desde 1983, la mayoría de sus calles son nombradas con títulos de zarzuelas españolas.

## Población y demografía
El distrito de Villaverde cuenta con una tasa de inmigración del 16,9 %. Sin embargo, Ciudad de los Ángeles (el barrio de Villaverde en el que residen menos inmigrantes) apenas cuenta con un 13,9 %, siendo el porcentaje total de inmigrantes en la capital española el 12,5 %.[cita requerida]
La nacionalidad extranjera más abundante es la rumana, seguida de las ecuatoriana, marroquí y dominicana.[cita requerida]

## Educación

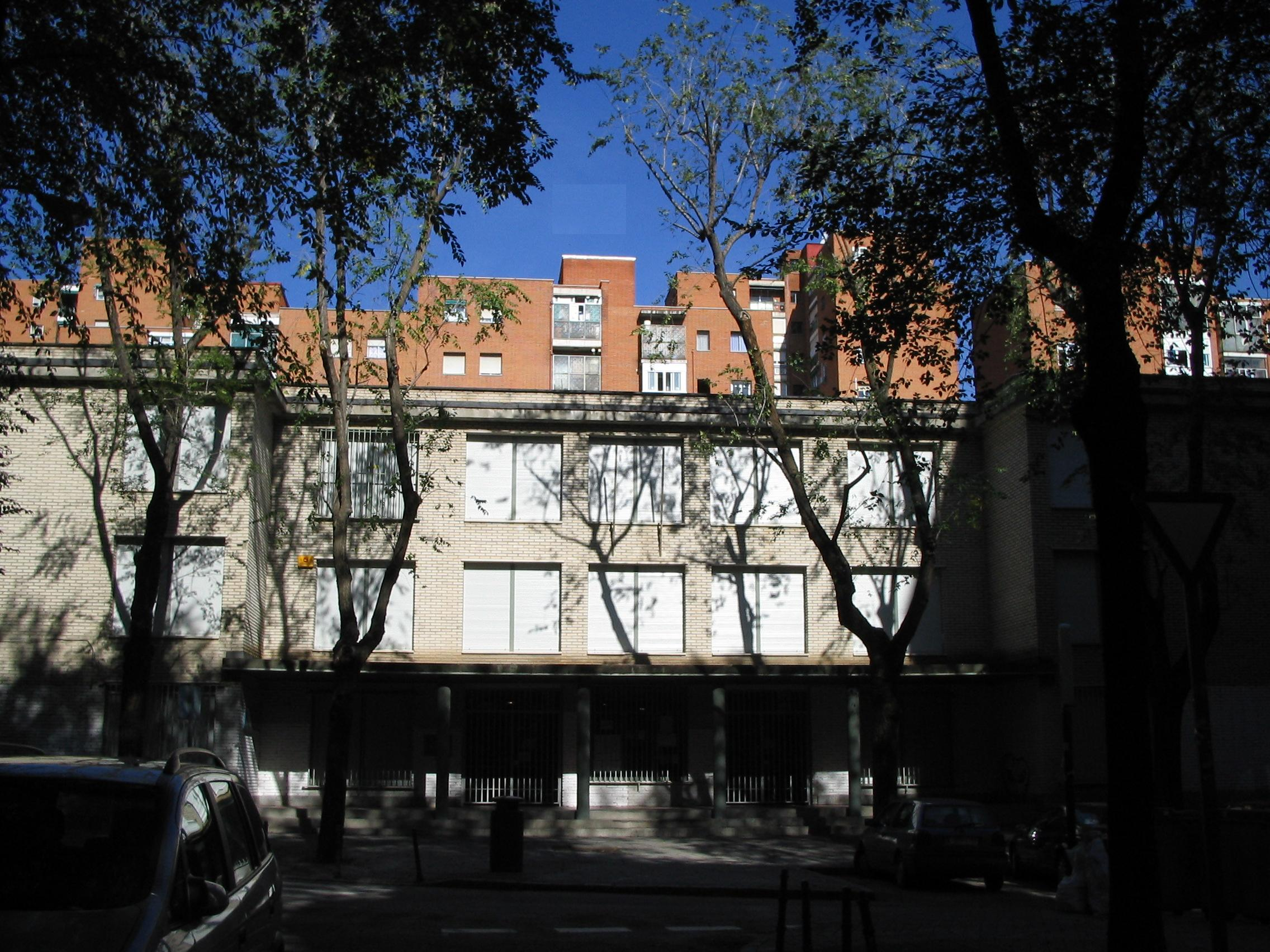
CEIP Ciudad de Córdoba.

El barrio cuenta con cuatro colegios y dos institutos públicos, así como con varios centros privados concertados.
- CEIP Ciudad de Barcelona, situado en la Avenida de la Verbena de la Paloma, entre el parque Katiuska y la parroquia de San Mateo.
- CEIP Ciudad de Córdoba, situado en la calle Lillo, que fue inaugurado en 1975.
- CEIP Ciudad de Los Ángeles, situado en la parte norte de la manzana ocupada por el Parque Ciudad de los Ángeles.
- IES Ciudad de Los Ángeles, situado en la calle Anoeta, al lado de la parroquia de San Camilo de Lelis.
- Colegio Nuestra Señora de Gracia, situado en el Paseo de Gigantes y Cabezudos. Está situado enfrente del metro  Ciudad de los Ángeles.
- Colegio Concertado Sagrados Corazones, situado en la calle Pan y Toros, al lado de la Comisaría.
- Colegio Concertado Nuestra Señora de los Ángeles, situado en la confluencia de las calles Canción del Olvido y Hermandad de Donantes de Sangre, gestionado por Padres Mercedarios Descalzos.

## Transporte público

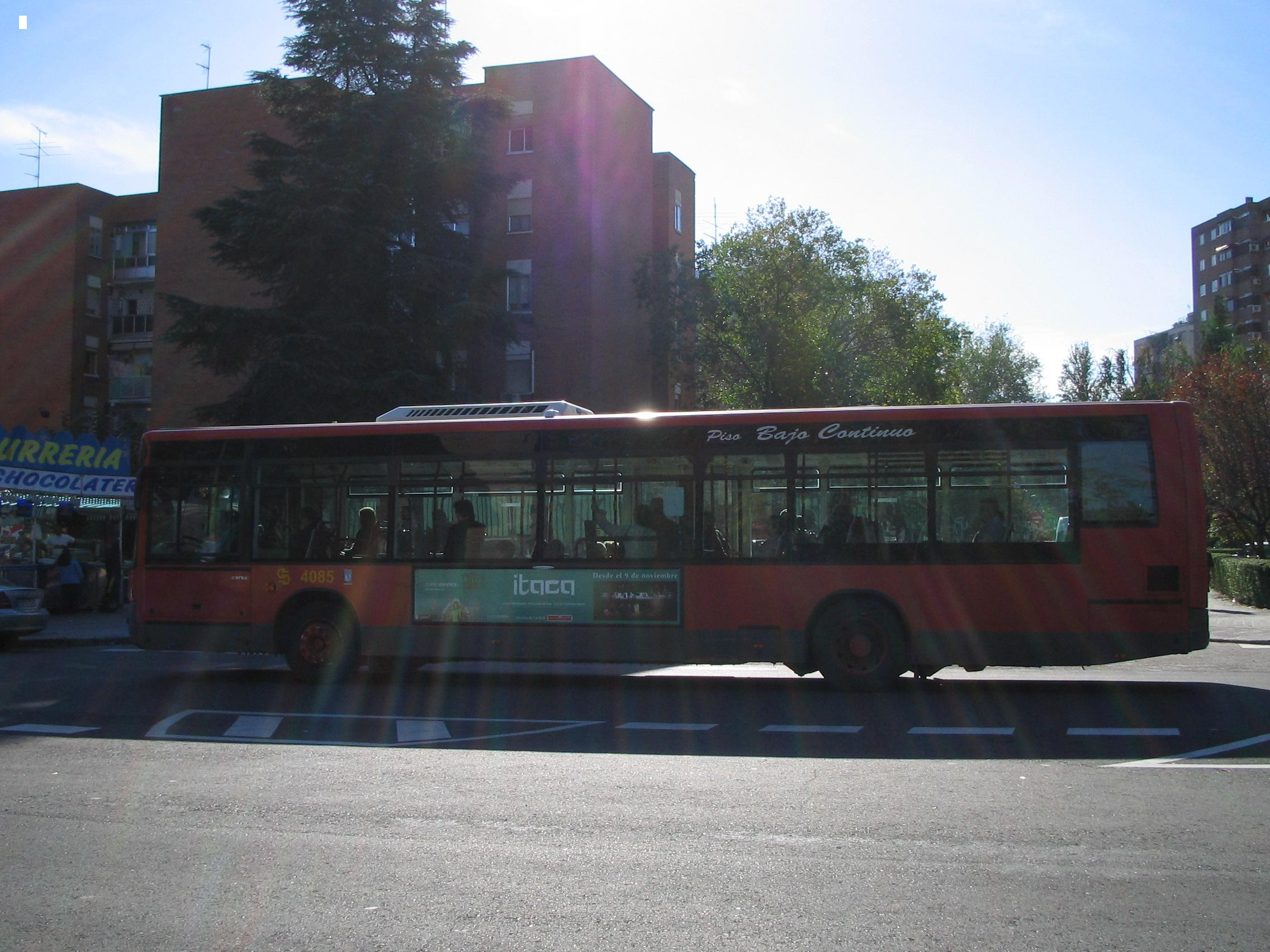
Bus de la EMT en la calle Anoeta.

### Autobuses
El barrio cuenta con las siguientes líneas de autobuses de la Empresa Municipal de Transportes de Madrid: 
| Línea | Terminales                           |
| ----- | ------------------------------------ |
| 18    | Plaza Mayor – Villaverde Cruce       |
| 22    | Legazpi – Villaverde Alto            |
| 23    | Plaza Mayor – Villaverde Cruce       |
| 59    | Estación de Atocha – San Cristóbal   |
| 76    | Plaza Beata – Villaverde Alto        |
| 79    | Legazpi – Villaverde Alto            |
| 85    | Estación de Atocha – Butarque        |
| 86    | Estación de Atocha – Villaverde Alto |
| 116   | Embajadores – Villaverde Cruce       |
| 130   | Villaverde Alto – Vicálvaro          |
| N13   | Cibeles – San Cristóbal              |
| N14   | Cibeles – Villaverde Alto            |

Además, una gran cantidad de líneas interurbanas recorren la Avenida de Andalucía, que linda con el barrio.

### Metro

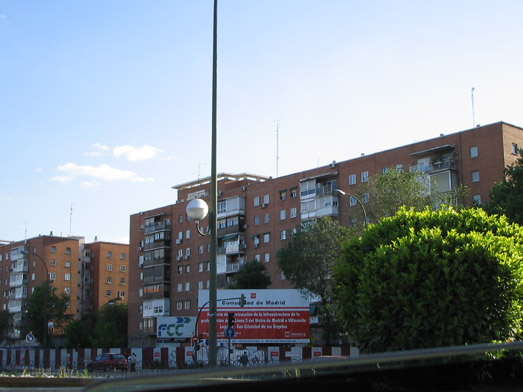
Obras del metro.

La línea 3 de Metro, que da servicio a la Ciudad de los Ángeles, se inauguró el 21 de abril de 2007 con dos estaciones bajo la Avenida de Andalucía. Una de ellas está situada entre el barrio del Espinillo y la Ciudad de los Ángeles, estación de la Ciudad de los Ángeles y la otra, llamada Villaverde Bajo-Cruce, en la zona conocida como el cruce de Villaverde, en la confluencia de la calle Alcocer, carretera de Villaverde a Vallecas y la avenida de Andalucía.

### Taxis
El barrio cuenta con una parada de taxis, situada en la Avenida de la Verbena de la Paloma, cerca de su confluencia con la calle de Pan y Toros.

## Sanidad
La Ciudad de los Ángeles pertenece al área sanitaria 11 de la Comunidad de Madrid. Su hospital de referencia es el Hospital Universitario 12 de Octubre, situado a 1,5 km de la zona norte del barrio. El centro de especialidades de referencia es el del Cruce de Villaverde.
El barrio cuenta con un centro de salud, situado en la zona sur del barrio, en la calle Totanes.

## Fiestas
Las fiestas de la Ciudad de Los Ángeles se celebran en junio, coincidiendo con las fiestas de San Juan (24 de junio). Duran desde el martes hasta el domingo. En 2008, el Partido Popular eliminó las fiestas del barrio y del distrito de Villaverde debido a la crisis económica. En 2016, el partido político Ahora Madrid restableció las fiestas al día 17 de junio en el parque de ingenieros. En 2020, el Partido Popular canceló las fiestas debido al COVID-19.
Los carnavales son de muy poca importancia en el barrio. Se celebra una "minicabalgata" que cuenta con una banda muy pequeña de música, las famosas plañideras, y más gente haciendo sus papeles.
En Semana Santa hay procesión desde la Iglesia de "Los Frailes", como común y popularmente se denomina en el barrio a la parroquia de San Pedro Nolasco y al colegio Nuestra Señora de los Ángeles.
En Navidad se destaca la cabalgata. Suele contar con nueve carrozas y es una de las cabalgatas que se celebran por distritos en Madrid anualmente el 5 de enero, antes de la llegada de "Los Reyes Magos de Oriente". Cada carroza es elaborada por diferentes asociaciones del distrito. En el año 2012 no hubo cabalgata por causa de la crisis.